# Registro de alterações
Registro de alterações (português brasileiro) ou registo de alterações (português europeu) (do inglês changelog), em computação, corresponde a uma lista contendo o registro de todas alterações realizadas em um sistema, ambiente ou qualquer outro elemento (por exemplo: software e site). Muitas vezes o registro de todas as alterações realizadas é fornecido por um sistema de controle de versão.

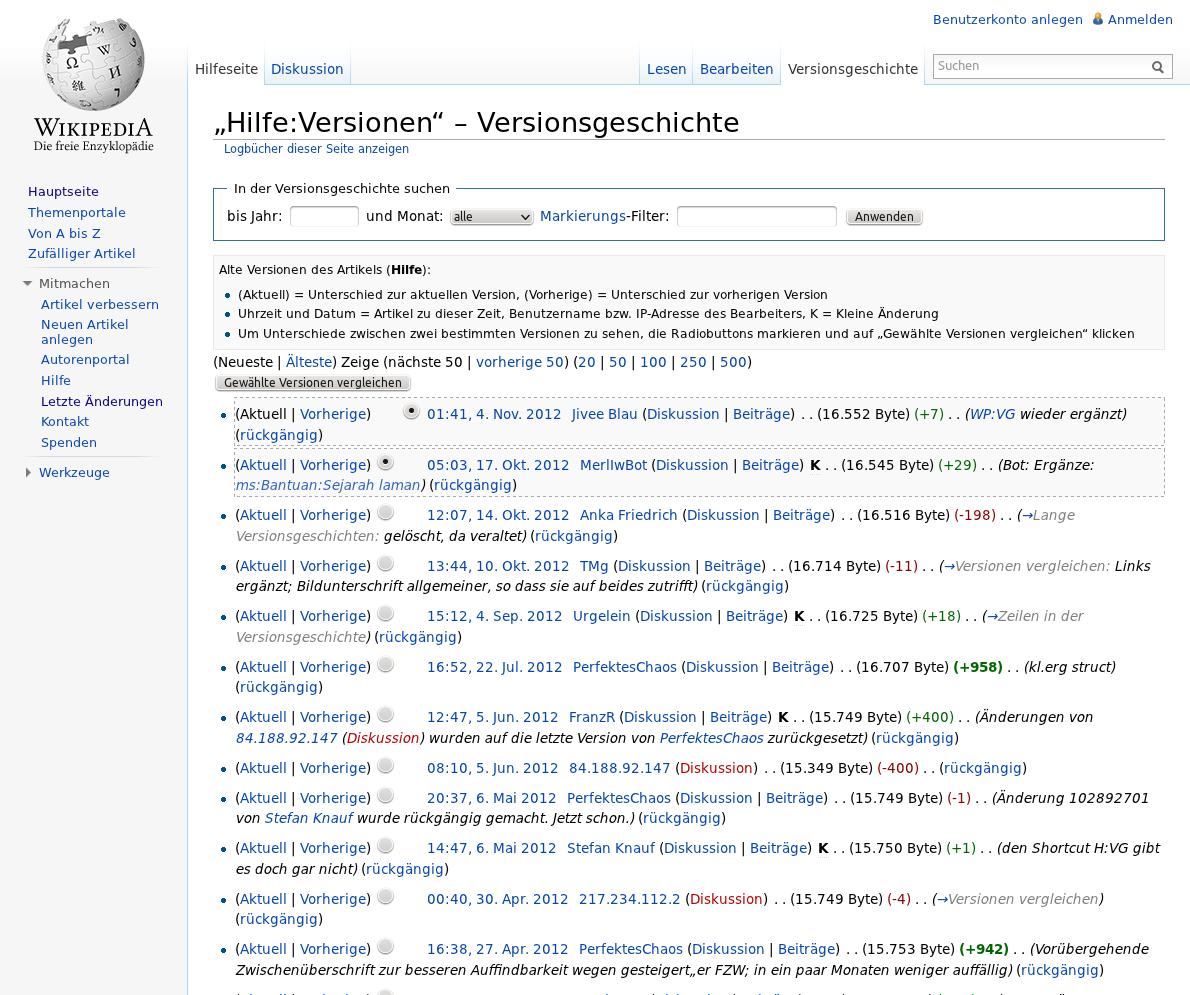
Histórico de versões, para o manual do MediaWiki alemão

Um registro de alterações também pode ser utilizado como parte de documentos em formato texto, como memória das alterações efetuadas, à medida que cada uma delas for implementada.
Por sua vez, log de dados é o termo utilizado para descrever o processo de registro de eventos relevantes num sistema computacional. Esse registro pode ser utilizado para restabelecer o estado original de um sistema ou para que um administrador conheça o seu comportamento no passado. Um arquivo de log pode ser utilizado para auditoria e diagnóstico de problemas em sistemas computacionais.